# Eva Unhjem Johansen
Eva Unhjem Johansen (2007) è una sciatrice alpina norvegese.

## Biografia
Attiva dal novembre del 2023, la Johansen non ha esordito in Coppa Europa o in Coppa del Mondo e non ha preso parte a rassegne olimpiche o iridate.

## Palmarès

### Campionati norvegesi
- 1 medaglia:
  - 1 bronzo (discesa libera nel 2024)